# Palau de Santa Eulàlia

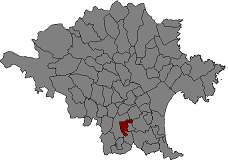
Położenie gminy na mapie comarki Alt Empordà.

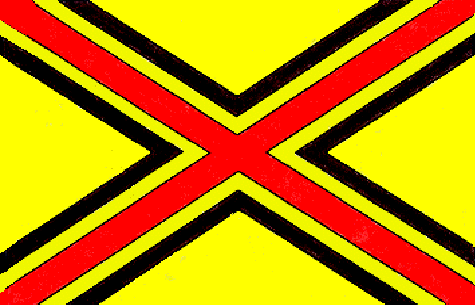
Flaga gminy Palau de Santa Eulàlia.

Palau de Santa Eulàlia – gmina w Hiszpanii,  w Katalonii, w prowincji Girona, w comarce Alt Empordà.
Powierzchnia gminy wynosi 8,47 km². Zgodnie z danymi INE, w 2005 roku liczba ludności wynosiła 88, a gęstość zaludnienia 10,39 osoby/km². Wysokość bezwzględna gminy równa jest 86 metrów. Współrzędne geograficzne gminy to 42°10'31"N, 2°57'56"E.

## Miejscowości
W skład gminy Palau de Santa Eulàlia wchodzą dwie miejscowości, w tym miejscowość gminna o tej samej nazwie:
- Palau de Santa Eulàlia – liczba ludności: 9
- Santa Eulàlia – 79

## Demografia
- 1991 – 81
- 1996 – 94
- 2001 – 80
- 2004 – 84
- 2005 – 88